# Кармит Бахар
Кармит Бахар (на английски: Carmit Bachar) е американска певица, актриса, модел и танцьор, позната най-добре като певица на американската R&B група „Пусикет Долс“. Тя е омъжена за дългогодишния си партньор Кевин Уитакър и майка на Кеала Роуз родена на 18 септември 2011 г. 
През ноември 2019 г. беше обявено, че Кармит се присъедини към Pussycat Dolls за тяхното турне за събиране през 2020 г.  Те пускат завръщащия си сингъл React на 7 февруари 2020 г. 
Присъединява се още от създаването на групата през 1995. През 2008 напуска групата и започва солова кариера.